# Stephanie Müller-Spirra

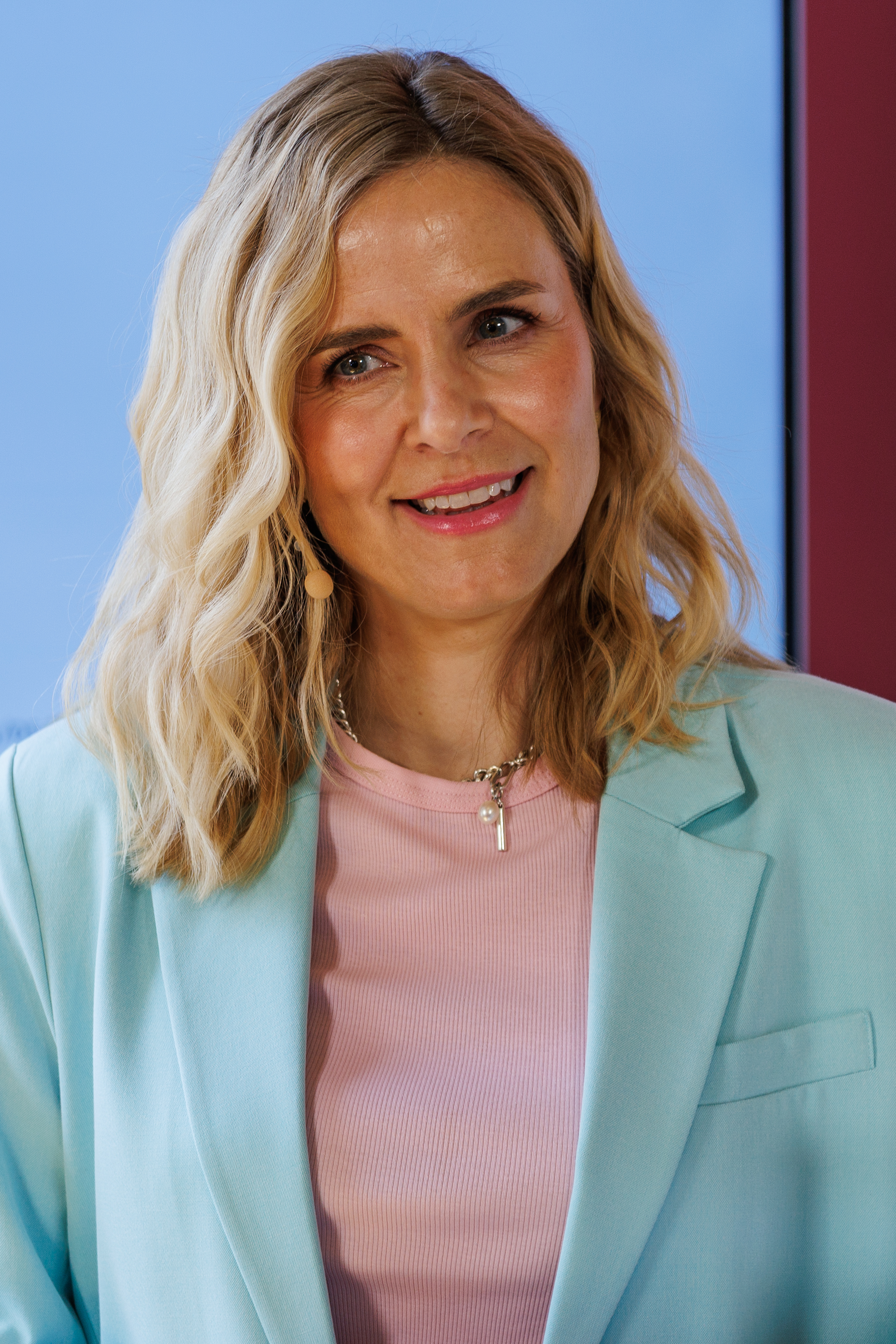
Stephanie Müller-Spirra (2025)

Stephanie Müller-Spirra (* 31. Mai 1983 in Erfurt) ist eine deutsche Fernsehmoderatorin, Journalistin und Reporterin.

## Leben und Karriere
Nach ihrem Abitur studierte Müller-Spirra Kultur- und Medienwissenschaften an der Bauhaus-Universität Weimar. Während ihres Studiums arbeitete sie beim Hörfunk als Sportmoderatorin. Nachdem sie bereits als Schülerin ein Praktikum beim KiKA absolviert hatte, arbeitete sie später dort in der Redaktion „Information & Show“ unter anderem am Magazin KiKA LIVE mit.
Ab Mai 2005 bis 2008 fungierte Müller-Spirra in der interaktiven Sendung Kummerkasten erstmals als Moderatorin. Anschließend war sie in 52 Folgen der Jugendserie Schloss Einstein als Lehramtspraktikantin Laura Bach zu sehen.
2009 wechselte Müller-Spirra zum MDR und war dort bis Februar 2010 Moderatorin des MDR-Live-Magazins Hier ab vier. Danach war sie weiterhin in Reportagen zu sehen. Seit Anfang Februar 2010 moderiert sie den Sportteil des MDR-Regionalmagazins MDR Thüringen Journal. Sie gehört als Redakteurin und Autorin zu verschiedenen Sendungen wie Hier ab vier, Thüringen Journal, MDR um 11 und MDR aktuell und ist auch in überregionalen Sendungen zu sehen.
Von 2011 bis 2013 war Müller-Spirra in der Sendung Kailerei wieder im KiKA zu sehen. Von 2016 bis Sommer 2018 wirkte sie als Außenreporterin in der NDR-Sendung Mein Nachmittag mit. Ab August 2018 präsentierte sie die Sendung zunächst in Doppelmoderation mit Yared Dibaba, danach allein als eine der drei Hauptmoderatoren, bis zur Einstellung im Dezember 2021. Im Februar 2018 berichtete sie bei den Olympischen Winterspielen 2018 in Pyeongchang aus dem Deutschen Haus für die ARD und war im darauffolgenden Monat Moderatorin der Winter-Paralympics.
Seit Januar 2019 gehört Müller-Spirra zum Moderations-Team der Sportschau. Im Januar 2023 moderierte sie die Übertragung der Handball-Weltmeisterschaft der Männer 2023 in der ARD. Im März 2022 übernahm sie die Moderation der TV-Sendung MDR um 4 als eine der drei Hauptmoderatoren. Seit dem 5. Februar 2024 moderiert sie vertretungsweise den Sportblock im ARD-Mittagsmagazin. Während der Fußball-EM 2024 moderierte sie das Sportschau EM Kneipenquiz im Bochumer „Kuhhirten“.

## TV-Moderationen (Auswahl)
- 2005–2008:  Kummerkasten, KiKa
- 2009–2011: Die Schlager des Sommers, MDR
- 2011–2013: Kailerei, KiKa
- 2013–2015: Heute auf Tour, MDR
- 2016: Adventsgeflüster, MDR
- 2018: Olympische Winterspiele 2018, Das Erste
- 2018: Winter-Paralympics 2018, Das Erste
- 2018–2021: Mein Nachmittag, NDR
- seit 2018: Sportschau, Das Erste
- seit 2022: MDR um 4
- 2023: Handball-Weltmeisterschaft der Männer 2023
- 2023: 29. José Carreras Gala[9]
- 2024: Sportschau EM-Kneipenquiz
- 2024: Tour de France Femmes
- 2025: Sportgala des IDTF in Leipzig